# Cultrobates heterodactylus
Cultrobates heterodactylus är en kvalsterart som beskrevs av Rainer Willmann 1930. Cultrobates heterodactylus ingår i släktet Cultrobates och familjen Ceratokalummidae. Inga underarter finns listade i Catalogue of Life.